# Edmund Borowski
Edmund Borowski (Voivodato de Varmia y Masuria, 23 de enero de 1945-22 de agosto de 2022) fue un atleta polaco especializado en la prueba de 4x400 m, en la que consiguió ser campeón europeo en 1966.

## Carrera deportiva
En el Campeonato Europeo de Atletismo de 1966 ganó la medalla de oro en los relevos 4x400 metros, con un tiempo de 3:04.5 segundos que fue récord de los campeonatos, llegando a meta por delante de Alemania del Oeste y Alemania del Este (bronce).